# Sidó Ferenc
Sidó Ferenc (Vágpatta, 1923. április 18. – Budapest, 1998. február 6.) kilencszeres világbajnok asztaliteniszező, labdarúgó, edző, sportvezető.

## Sportolói pályafutása
Számos sportágban és egyesületben versenyzett. Pályafutását 1935-ben a Pozsonyi TE asztaliteniszezőjeként és labdarúgójaként kezdte. 1943-tól 1944-ig a DVTK labdarúgócsapatának kapusa volt, 1946-tól 1947-ig az Elektromos csapatában röplabdázott.
1940-ben az UTE asztaliteniszezőjeként került be a magyar válogatottba. Több alkalommal váltott egyesületet, de 1947-től kezdve már csak ebben a sportágban versenyzett. A második világháború utáni magyar asztaliteniszezés meghatározó egyénisége. 1940-től 1961-ig összesen százkilencven alkalommal szerepelt a magyar válogatottban, ez idő alatt a világbajnokságokon összesen huszonhat érmet – köztük kilenc aranyérmet – nyert. Az 1953. évi bukaresti világbajnokságon egyesben, férfi párosban és vegyes párosban is világbajnoki címet szerzett. Itt elért világbajnoki címe egyben pályafutása legjobb egyéni eredménye is. 1958-ban a sportág első Európa-bajnokságán tagja volt az Európa-bajnokságot nyert magyar csapatnak. Az aktív sportolástól az 1961. évi pekingi világbajnokság után vonult vissza.

### Sporteredményei

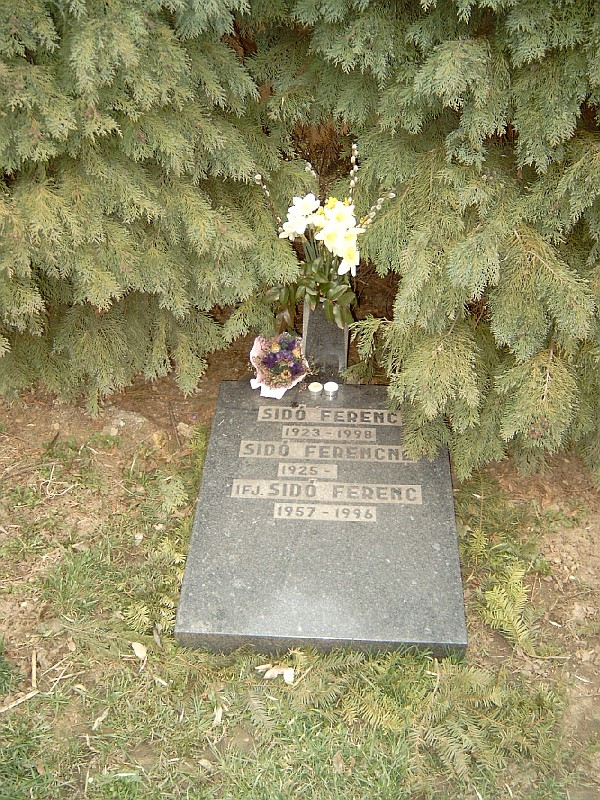
Sidó Ferenc sírja Budapesten. Farkasréti temető: 60/2-főú-4.

#### Világbajnokságokon
- kilencszeres világbajnok: 
  - 1949, Stockholm: 
    - vegyes páros (Farkas Gizella)
    - csapat (Kóczián József, Soós Ferenc, Várkonyi László)

  - 1950, Budapest: 
    - férfi páros (Soós Ferenc)
    - vegyes páros (Farkas Gizella)

  - 1952, Bombay: 
    - vegyes páros (Angelica Rozeanu[3])
    - csapat (Gyetvai Elemér, Kóczián József, Szepesi Kálmán)

  - 1953, Bukarest:
    - egyes
    - férfi páros (Kóczián József)
    - vegyes páros (Angelica Rozeanu)
- kilencszeres világbajnoki 2. helyezett:
  - 1947, Párizs: férfi egyes
  - 1950, Budapest: csapat (Farkas József, Kóczián József, Soós Ferenc, Várkonyi László)
  - 1951, Bécs: 
    - férfi páros (Kóczián József)
    - csapat (Farkas József, Kóczián József, Szepesi Kálmán)

  - 1953, Bukarest: csapat (Gyetvai Elemér, Kóczián József, Sebők Miklós, Szepesi Kálmán)
  - 1957, Stockholm: csapat (Berczik Zoltán, Földy László, Gyetvai Elemér, Péterfy Miklós)
  - 1959, Dortmund:
    - egyes
    - csapat (Berczik Zoltán, Bubonyi Zoltán, Földy László, Pigniczky László)

  - 1961, Peking: férfi páros (Berczik Zoltán)
- nyolcszoros világbajnoki 3. helyezett:
  - 1948, London: vegyes páros (Angelica Rozeanu)
  - 1950, Budapest: egyéni
  - 1951, Bécs: egyéni
  - 1955, Utrecht:
    - egyes
    - férfi páros (Kóczián József)
    - csapat (Földy László, Kóczián József, Somogyi József, Szepesi Kálmán)

  - 1957, Stockholm: férfi páros (Gyetvai Elemér)
  - 1961, Peking: csapat (Berczik Zoltán, Földy László, Péterfy Miklós, Rózsás Péter)

#### Európa-bajnokságokon
- háromszoros Európa-bajnok
  - 1958, Budapest: csapat (Berczik Zoltán, Bubonyi Zoltán, Földy László, Gyetvai Elemér)
  - 1960, Zágráb:
    - férfi páros (Berczik Zoltán)
    - csapat (Berczik Zoltán, Bubonyi Zoltán, Földy László, Halpert Tamás)
- Európa-bajnoki 2. helyezett:
  - 1958, Budapest: vegyes páros (Kóczián Éva)

#### Főiskolai világbajnokságokon
- háromszoros főiskolai világbajnok 
  - 1951, Berlin: 
    - férfi páros (Kóczián József)
    - vegyes páros (Farkas Gizella)
    - csapat (Kóczián József, Szepesi Kálmán)
- főiskolai világbajnoki 2. helyezett 
  - 1951, Berlin: egyes

#### Magyar bajnokságokon
- harmincegyszeres magyar bajnok:
  - egyes: 1947, 1948, 1951, 1953, 1954
  - férfi páros: 1946, 1947, 1948, 1949, 1950, 1951, 1953, 1955, 1960, 1961
  - vegyes páros: 1941, 1942, 1944, 1949, 1950, 1951, 1956, 1958, 1961
  - csapat: 1940, 1948, 1949, 1950, 1952, 1954, 1961

## Edzői és sportvezetői pályafutása
1967-ben a Testnevelési Főiskolán edzői, 1972-ben mesteredzői oklevelet szerzett. Visszavonulása után 1962-ben, majd 1966 és 1968 között a magyar válogatott játékosedzője, egyúttal 1963-ig a Magyar Asztalitenisz Szövetség országos szakfelügyelője lett. 1968-tól 1988-ban történt nyugalomba vonulásáig a Budapesti Spartacus vezetőedzője volt. Irányítása alatt a Budapesti Spartacus kilenc magyar bajnoki címet nyert. Tanítványai közül Klampár Tibor és Jónyer István világbajnokok lettek.
Nyugalomba vonulása után a veterán sportolókat tömörítő szervezet, a Swaythling Club vezetője és a Európai Asztalitenisz Szövetség elnökségi tagja lett. 1992-től a Halhatatlanok Klubjának tagja.

## Főbb művei
- Az asztalitenisz edzésrendszere (Lakatos Györggyel és Várkonyi Lászlóval, Budapest, 1956)

## Díjai, elismerései
- Magyar Köztársasági Érdemérem arany fokozat (1947)[4]
- Magyar Népköztársasági Sportérdemérem ezüst fokozat (1951)[5]
- A Magyar Népköztársaság kiváló sportolója (1951)[6]
- Szocialista Munkáért Érdemérem (1953)[7]
- A Magyar Népköztársaság Érdemes Sportolója (1954)[8]
- Az európai asztalitenisz hírességek csarnokának tagja (2015)[9]

## Külső hivatkozások
- Interjú Sidó Ferenccel a Sportmúzeum honlapon
- Sidó Ferenc a Nemzetközi Asztalitenisz Szövetség honlapján
- Sidó Ferenc sírja a Farkasréti temetőben